# AsiaWorld-Arena
El AsiaWorld-Arena (en chino :亞洲 國際 博覽 館 Arena, también conocido como Hall 1 del AsiaWorld-Expo) es el salón de espectáculos bajo techo más grande de Hong Kong. Tiene un área de piso total de 10.880 metros cuadrados (117.100 pies cuadrados), una capacidad máxima de 14.000 asientos (más 16.000 de pie) y un espacio libre de techo alto de 19 metros. Está ubicado en el centro de convenciones y exposiciones AsiaWorld-Expo, al lado del Aeropuerto Internacional de Hong Kong. Es sede de muchos conciertos, eventos deportivos y otras formas de entretenimiento.

## Entretenimiento
El AsiaWorld-Arena ha sido el recinto cubierto más concurrido de Hong Kong desde su inauguración el 21 de diciembre de 2005; con muchos artistas locales, regionales e internacionales que se han presentado, abarcando una amplia gama de géneros musicales. Entre los conciertos más importantes que se han realizado, destacan:
- (2005) Oasis - Don't Believe the Truth Tour
- (2006) Coldplay - Twisted Logic Tour
- (2006) The Black Eyed Peas - Monkey Business Tour
- (2006) Westlife - Face to Face Tour
- (2007) Muse - Black Holes and Revelations Tour
- (2007) Christina Aguilera - Back to Basics Tour
- (2007) Gwen Stefani - The Sweet Escape Tour
- (2008) My Chemical Romance - The Black Parade World Tour
- (2008) Backstreet Boys - Unbreakable Tour
- (2008) Maroon 5 - It Won't Be Soon Before Long Tour
- (2008) Elton John - Rocket Man: Greatest Hits Live
- (2008) Alicia Keys - As I Am Tour
- (2008) Simple Plan - Live N Loud
- (2008) Kylie Minogue - KylieX2008[3]
- (2009) Coldplay - Viva la Vida Tour
- (2009) Sarah Brightman - The Symphony World Tour
- (2009) Super Junior - Super Show 2 Tour
- (2010) Green Day - 21st Century Breakdown World Tour
- (2010] Shakira - Sale el Sol World Tour
- (2010) Muse - The Resistance Tour
- (2010) Deep Purple - Rapture of the Deep tour
- (2010) Gorillaz - Escape to Plastic Beach Tour
- (2011) Taylor Swift - Speak Now World Tour[4]
- (2011) Faye Wong - Faye Wong Tour
- (2011) Avril Lavigne - Black Star Tour
- (2011) Justin Bieber - My World Tour
- (2011) Linkin Park -  A Thousand Suns World Tour
- (2011) Red Hot Chili Peppers - I'm with You World Tour
- (2012) Simple Plan - Get Your Heart On Tour
- (2012) Girls' Generation - Girls' Generation Tour
- (2012) Evanescence - Evanescence Tour
- (2012) Westlife - Greatest Hits Tour
- (2012) Lady Gaga - The Born This Way Ball[5]
- (2012) Jacky Cheung - Jacky Cheung 1/2 Century World tour
- (2012) Jason Mraz - Tour Is A Four Letter Word Tour
- (2012) The Stone Roses - Reunion Tour
- (2012) Snow Patrol - Fallen Empires Tour
- (2012) Maroon 5 - Hands All Over Tour
- (2012) LMFAO - Sorry for Party Rocking Tour
- (2012) Jennifer Lopez - Dance Again World Tour
- (2013) Cirque du Soleil - Michael Jackson: The Immortal World Tour
- (2013) The Killers - Battle Born World Tour
- (2014) James Blunt - Moon Landing 2014 World Tour
- (2016) Madonna - Rebel Heart Tour
- (2017) Britney Spears - Britney: Live In Concert
- (2019) Blackpink - Blackpink World Tour (In Your Area)

## Otros eventos
El AsiaWorld-Arena también ha acogido la Gala de celebración del décimo aniversario de Phoenix Satellite Television y el concurso Miss Chinese Cosmos, así como competiciones deportivas como el K-1 World Grand Prix 2007 y el Hong Kong IDSF Asian Pacific DanceSport Championships 2008.
Fue sede de Walking with Dinosaurs - The Arena Spectacular,  desde el 22 de diciembre de 2010 al 2 de enero de 2011.
El 2017, Hong Kong fue el país anfitrión del Miss Internacional 2017, realizándose en el AsiaWorld-Arena.
Ariana Grande se presentó en el lugar el 21 de septiembre de 2017 como parte del espectáculo final del Dangerous Woman Tour.
Blackpink se presentó los días 13, 14 y 15 de enero de 2023 con su tour Born Pink World Tour.